# Badab-e Surt

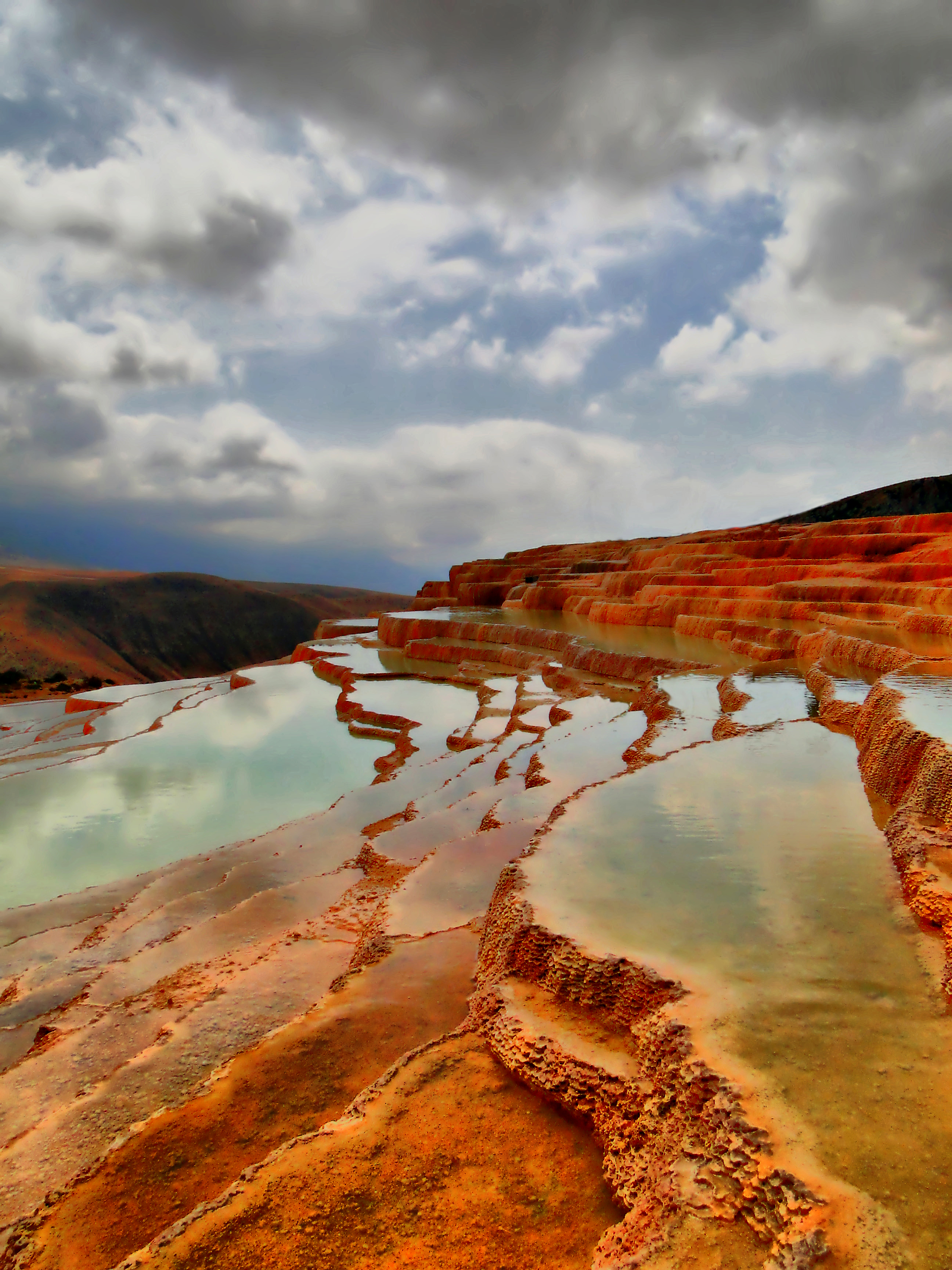
El color rojo de las terrazas de travertino se debe a carbonato de hierro.

Badab Soort (en persa: باداب سورت‎) es un sitio natural en Mazandarán en el norte de Irán, 95 km al sur de la ciudad de Sari y 7 km al oeste de la aldea Orost. Comprende una serie de formaciones escalonadas de terrazas de travertino que se han creado a lo largo de miles de años con el agua fría que fluye de dos manantiales de aguas termales minerales que depositan el mineral de carbonatos en la ladera de la montaña.

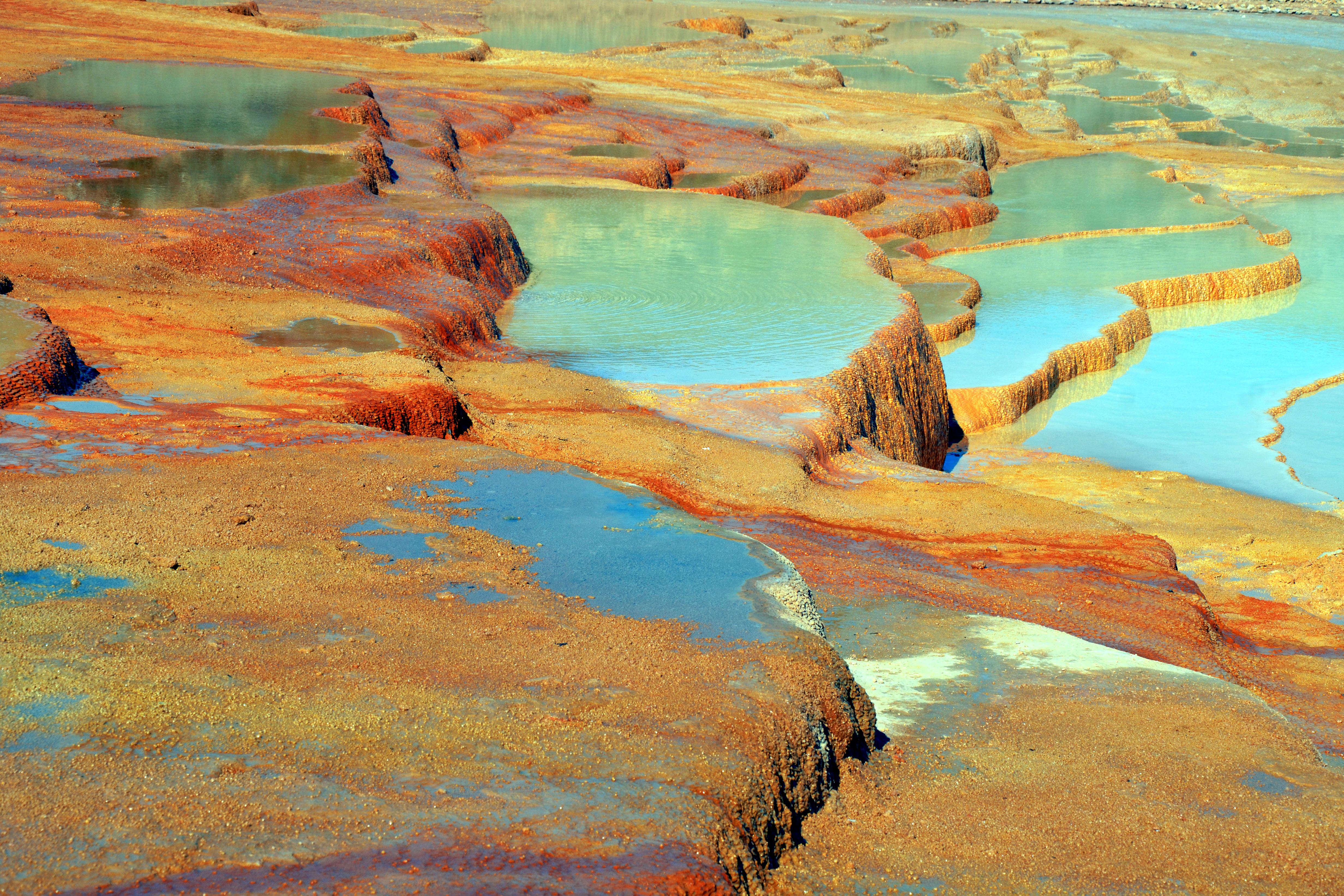

## Etimología
Badab es un compuesto de «gas» Bād + āb «agua» en lengua persa, que se traduce en «agua gaseada», en referencia a las aguas de los manantiales de «agua mineral carbonatada». Soort es un nombre antiguo para la aldea Orost y una palabra persa que significa intensidad.

## Geología

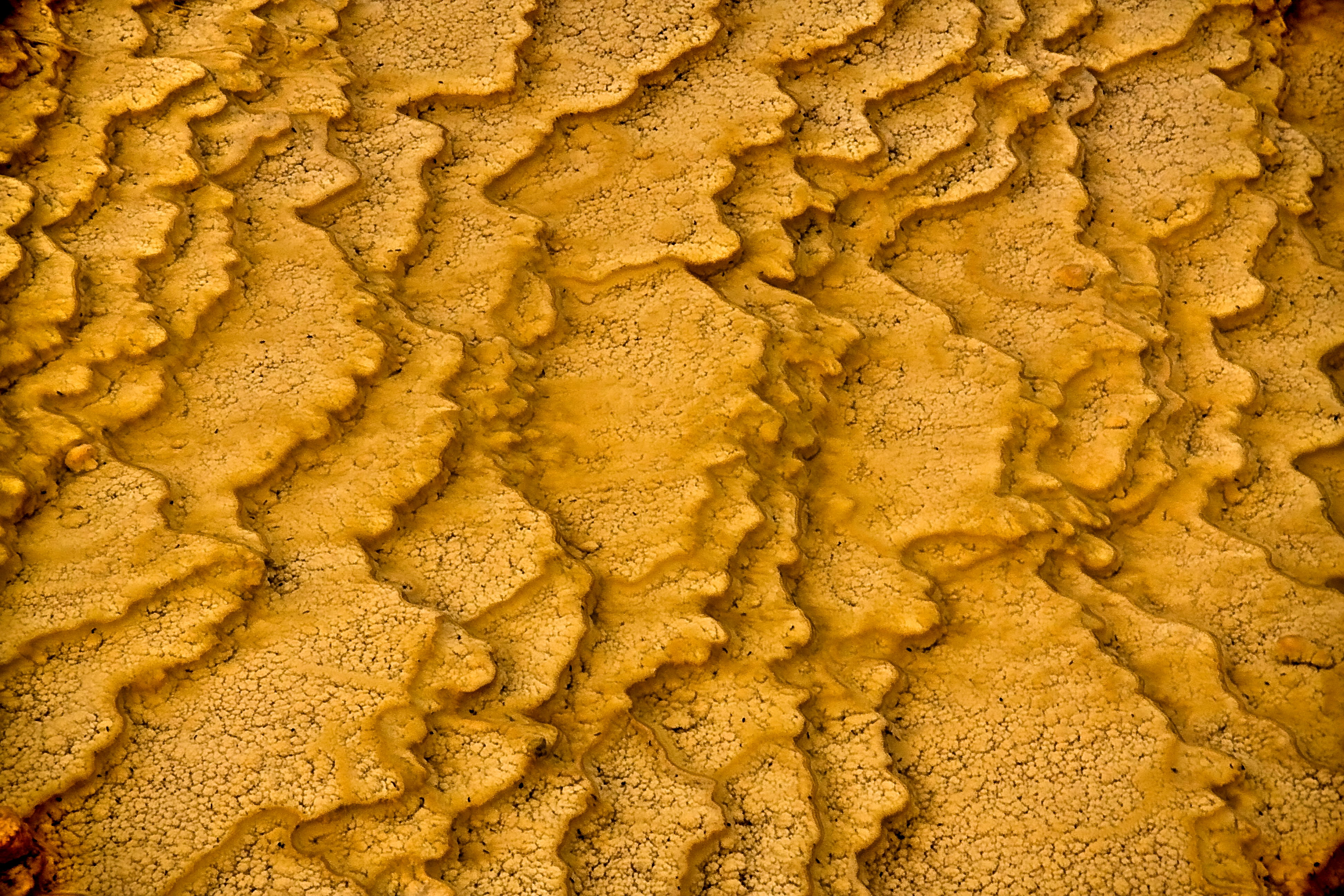
Terrazas de travertino amarillo.

Ubicados a 1840 m sobre el nivel del mar, en Badab Soort hay dos manantiales con diferentes características naturales. El primero contiene agua muy salada que se acumula en una pequeña piscina natural. Se considera que sus aguas tienen propiedades medicinales, especialmente como cura para el reumatismo y algunos tipos de enfermedades de la piel. El segundo manantial tiene un sabor amargo y es predominantemente de color naranja debido principalmente a los grandes sedimentos de óxido de hierro en su salida.
Las terrazas de Badab Soort son de travertino, una roca sedimentaria depositada por los flujos de agua de los dos manantiales de aguas minerales formados durante los períodos geológicos del Pleistoceno y Plioceno. Cuando el agua sobresaturada con carbonato de calcio y carbonato de hierro alcanza la superficie, el dióxido de carbono se evapora y carbonatos minerales se depositan. La deposición continúa hasta que el dióxido de carbono en el agua se equilibra con el dióxido de carbono en el aire. El carbonato de hierro y carbonato de calcio son depositados por el agua como jaleas suaves pero con el tiempo se endurecen en travertino.
Como resultado de este proceso, en el transcurso de miles de años, las aguas que emanan de estos dos muelles de la cordillera se han combinado y han dado lugar a una serie de piscinas escalonadas de forma natural, de colores naranjas, rojas y amarillas. La vegetación que rodea al norte se compone de bosques de pinos, mientras que hacia el este se compone principalmente de árboles bajos y arbustos. Al oeste del sitio pueden observarse canteras de roca.

## Galería

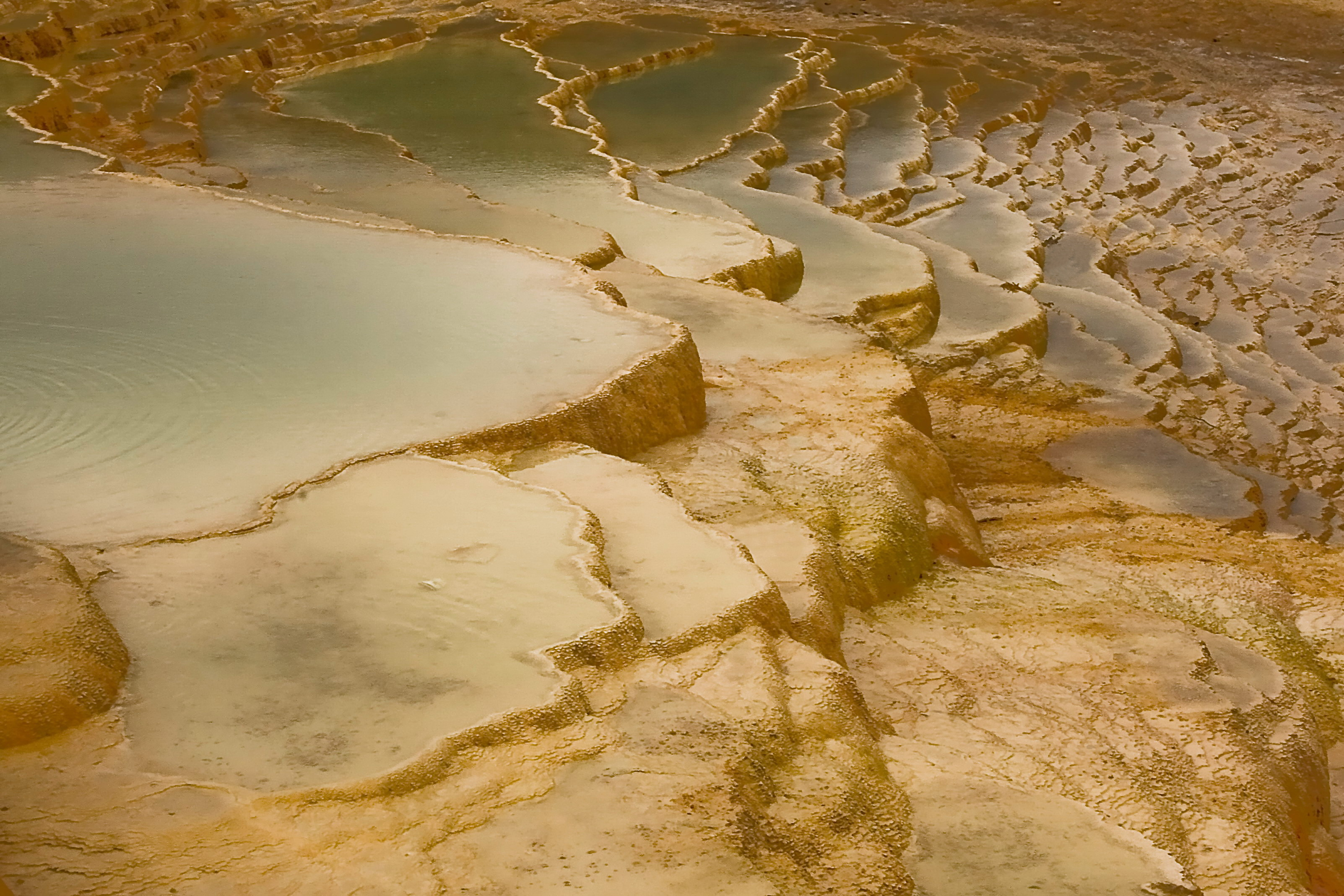
Terrazas de travertino de color amarillo y oro
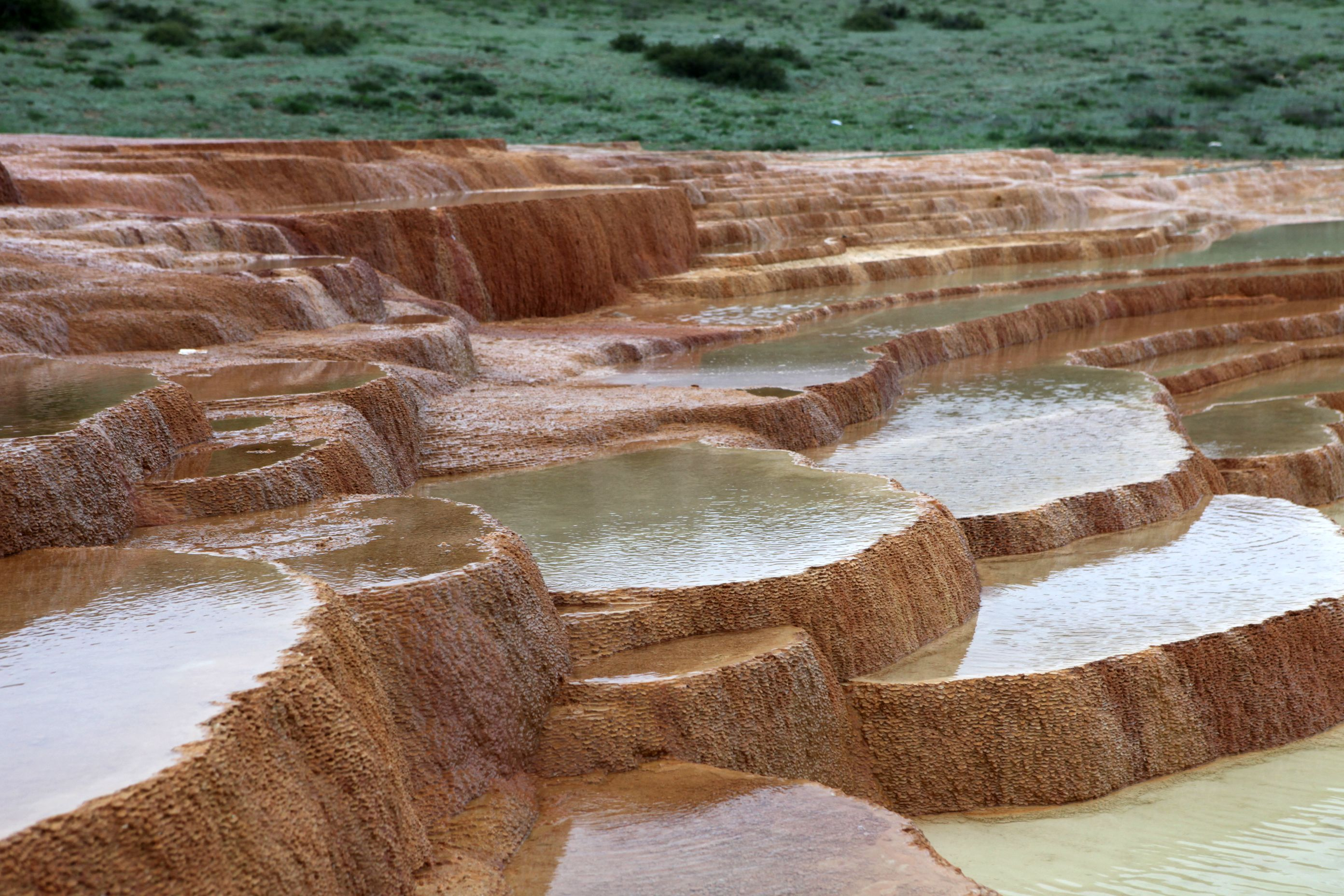
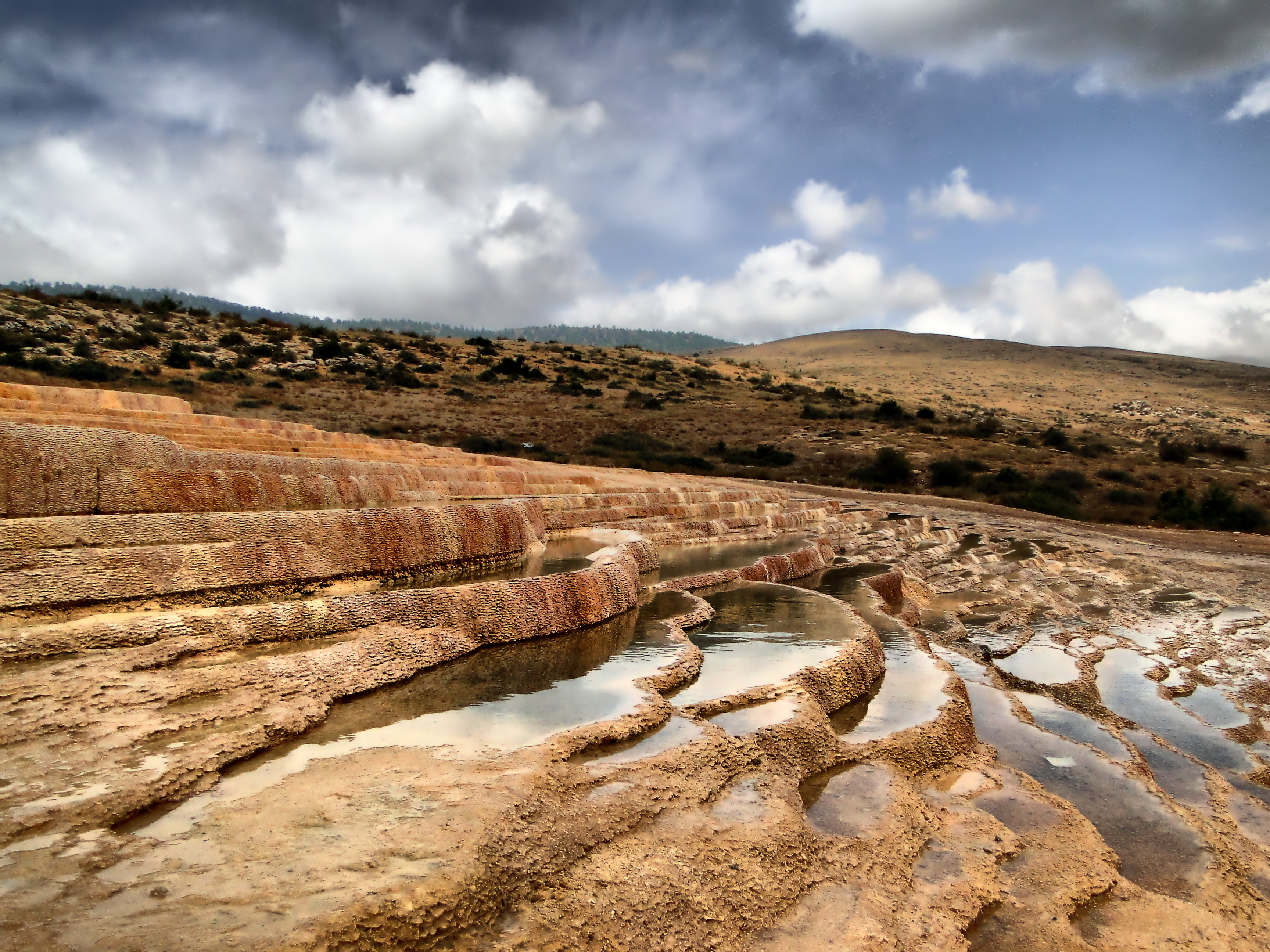
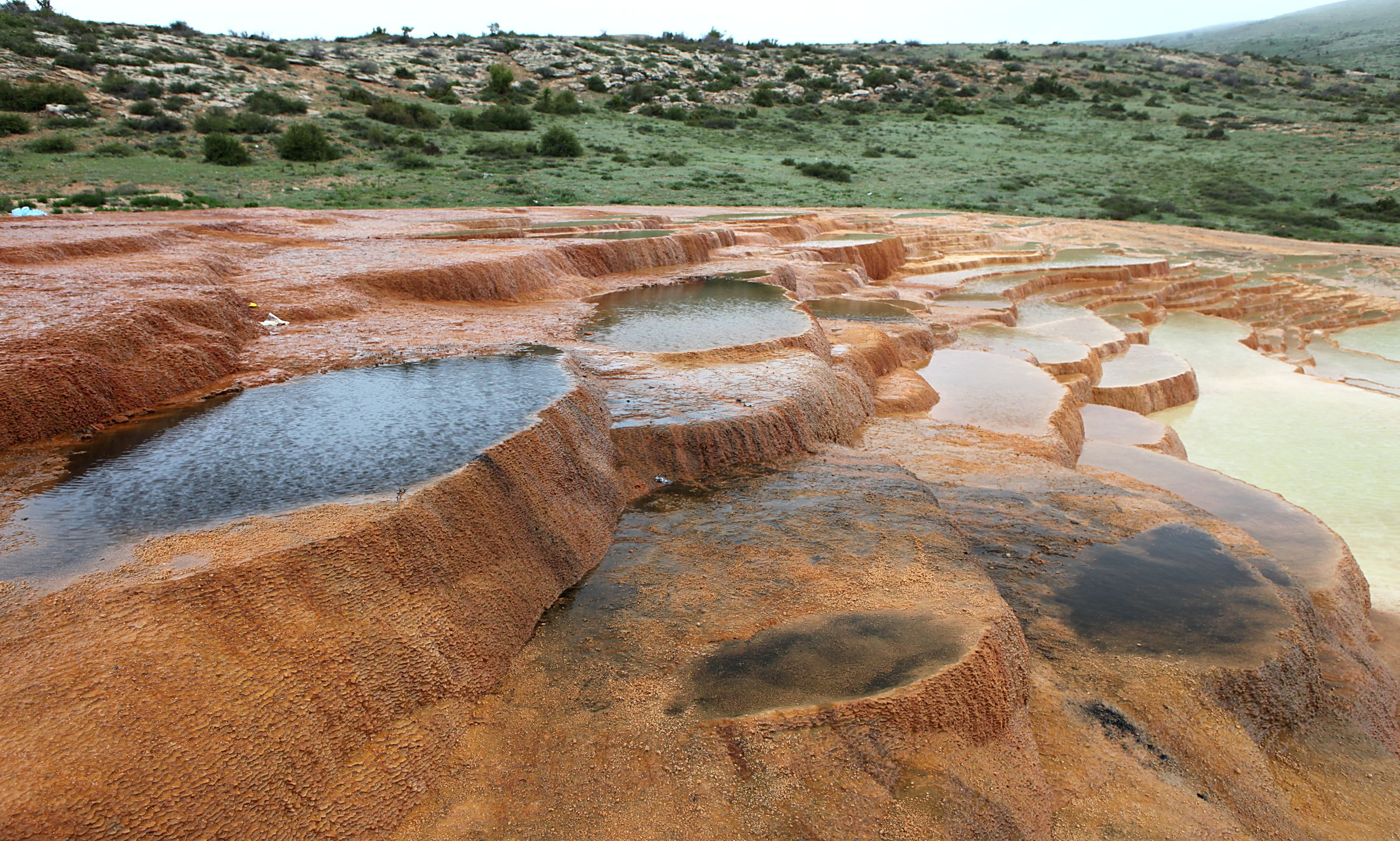
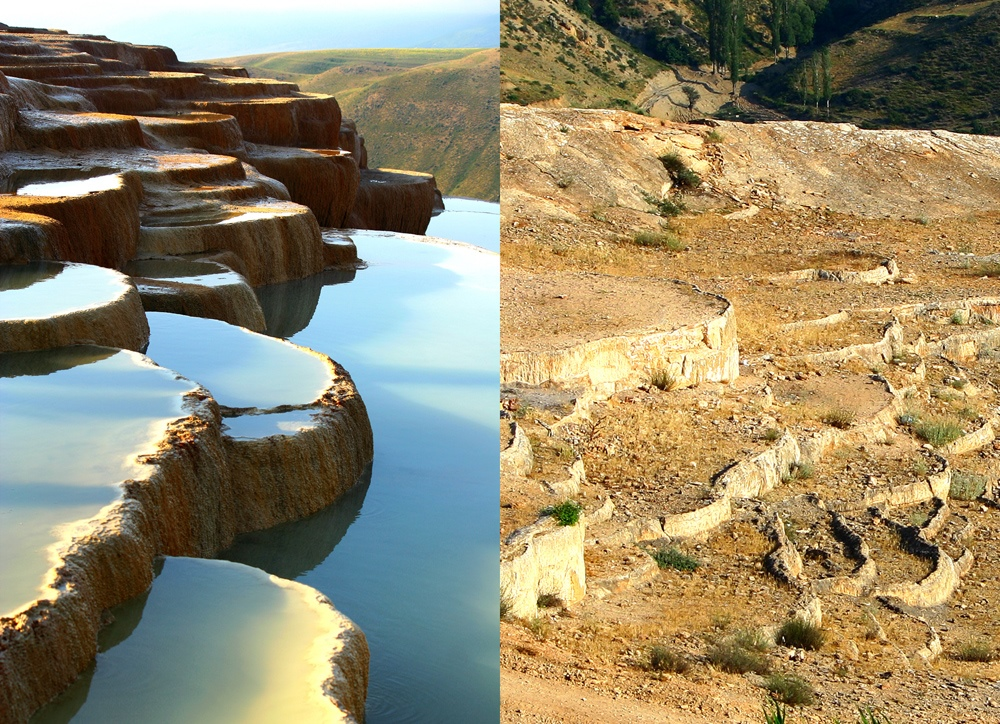
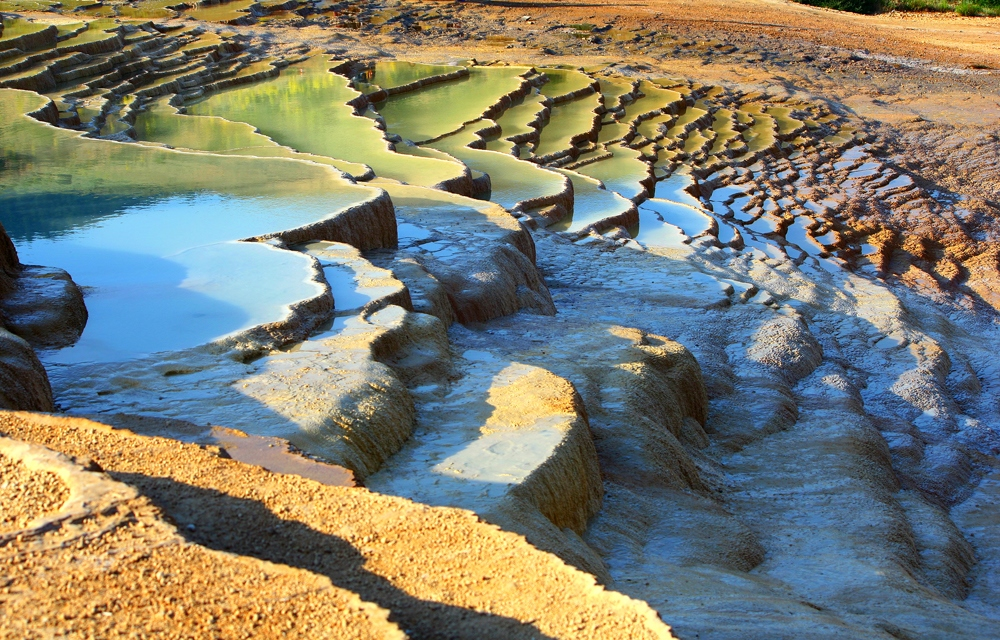
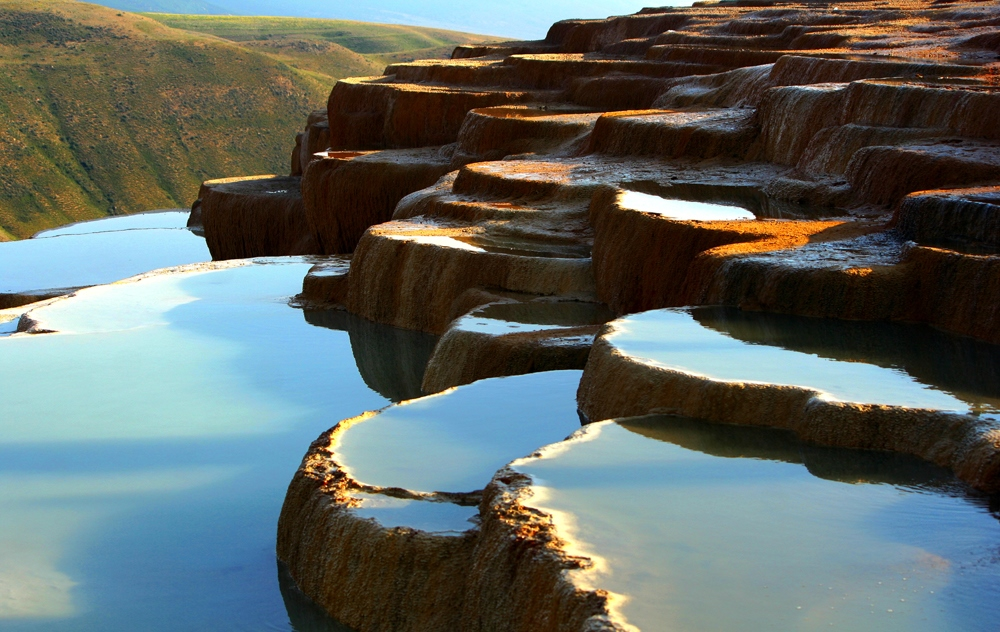
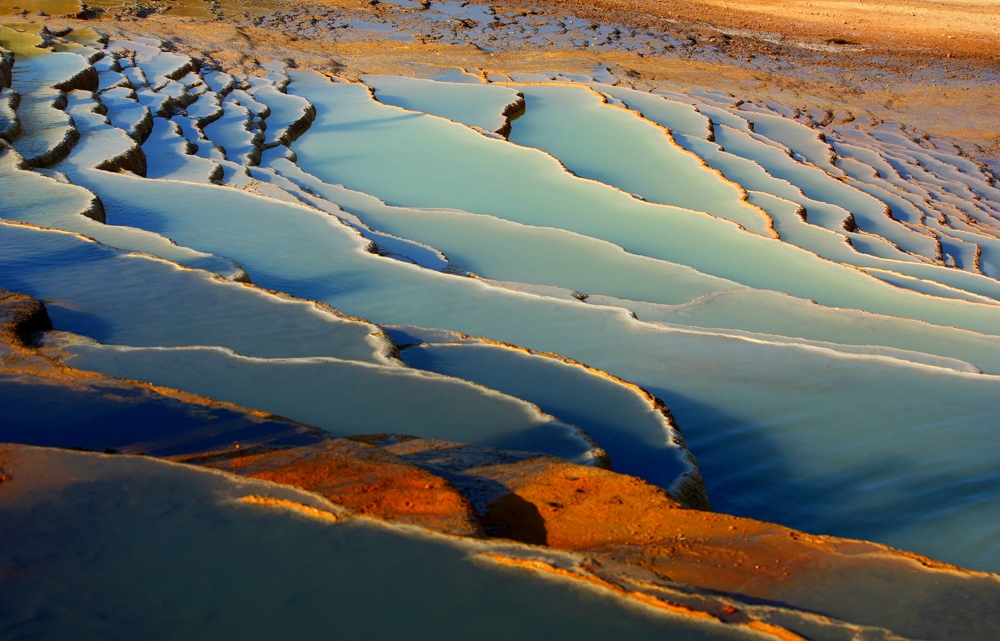
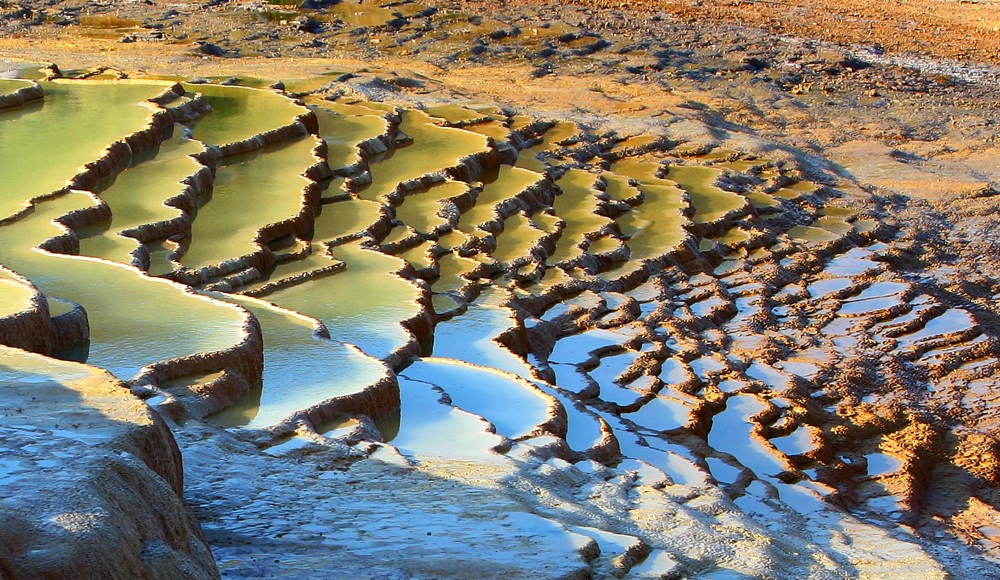
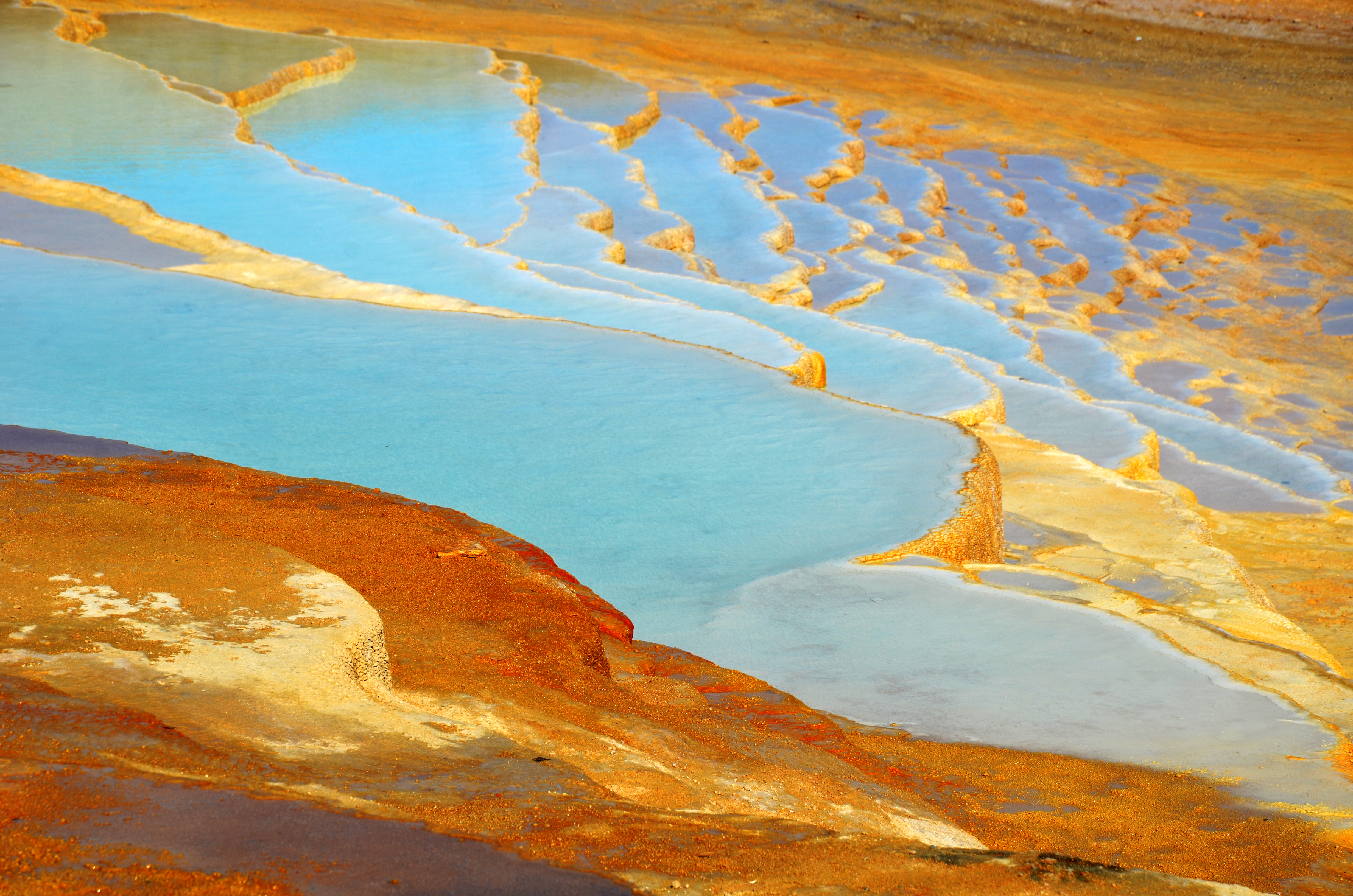
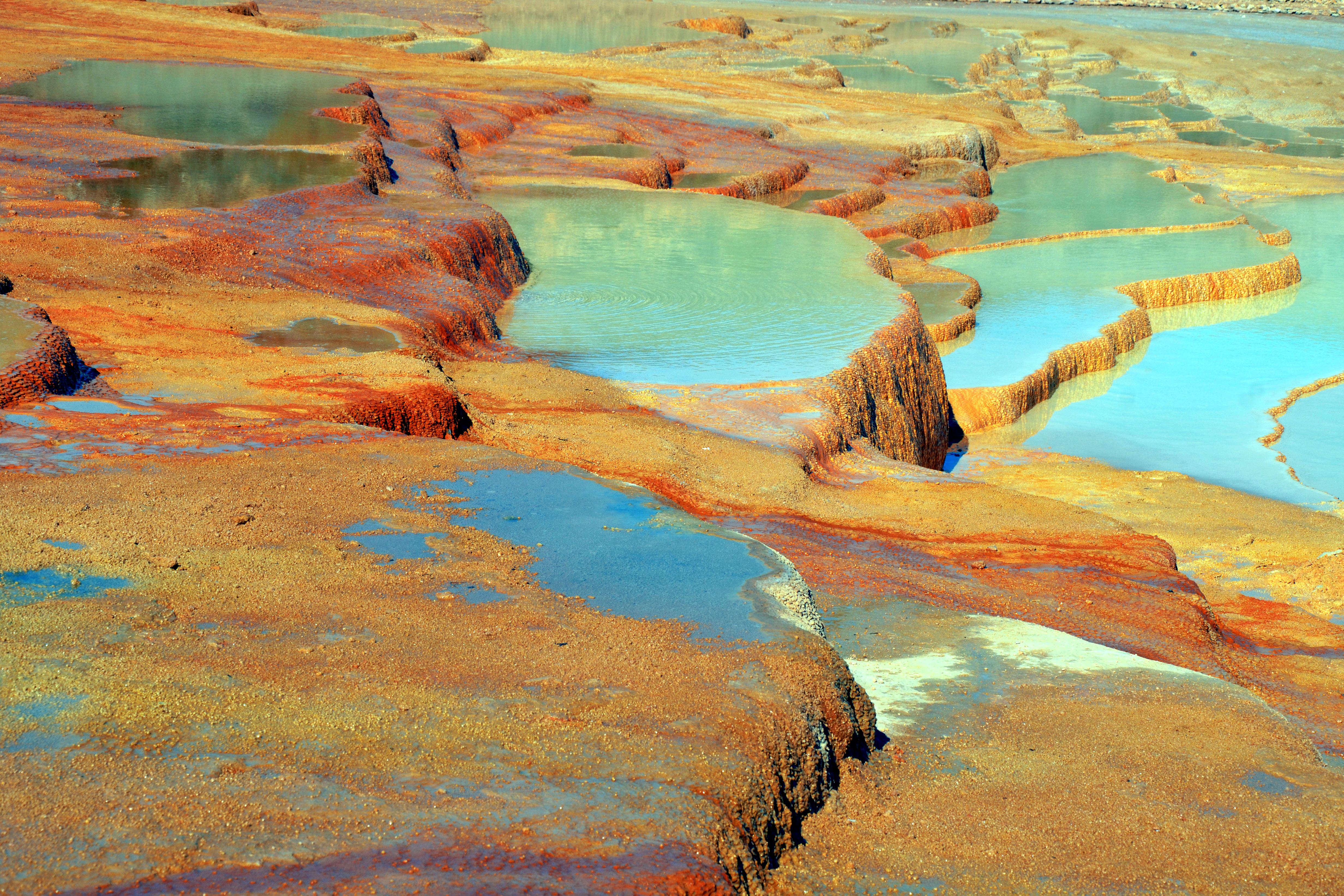
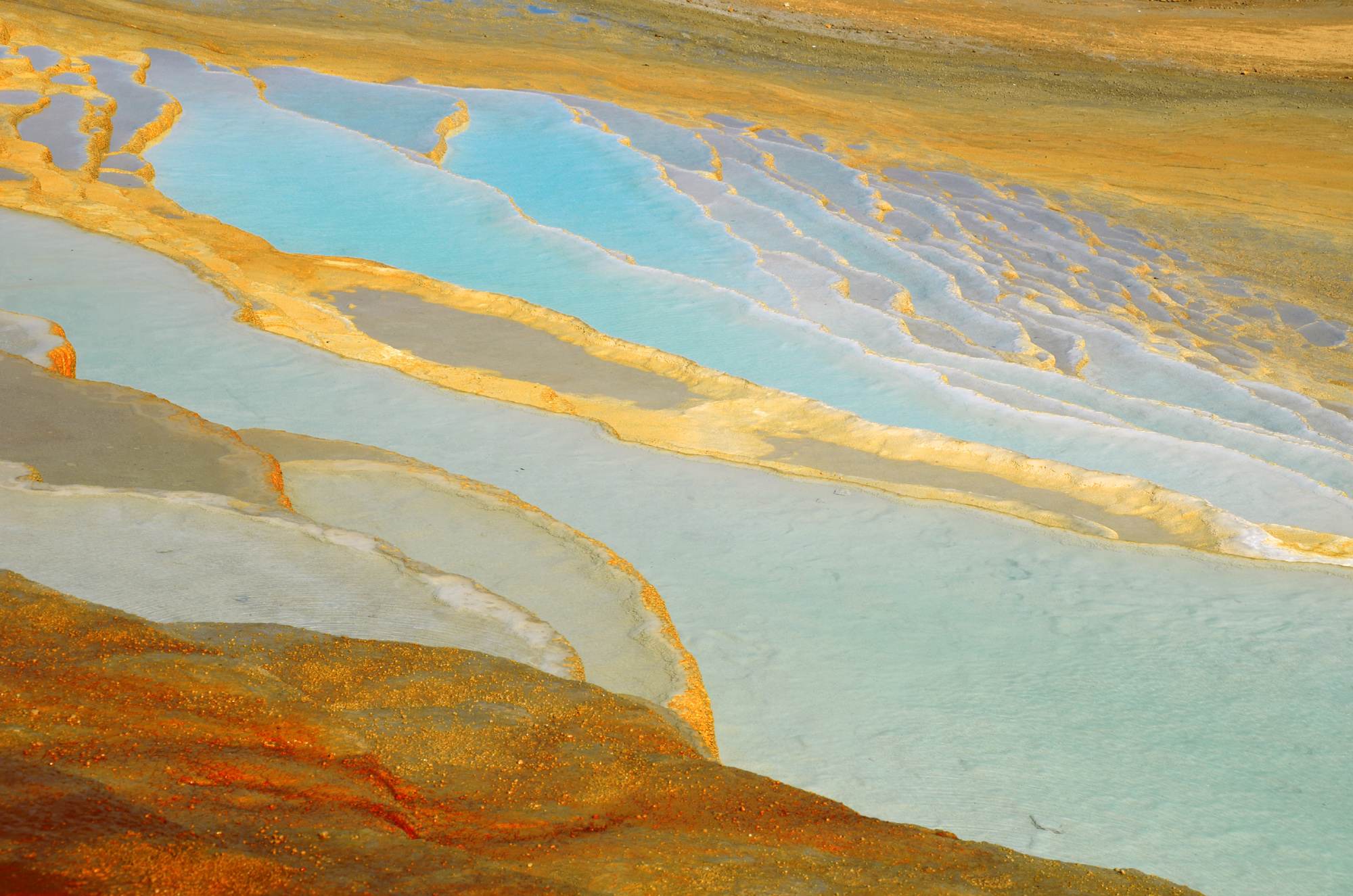

## Lugares similares
- Mammoth Hot Springs en los EE. UU.
- Pamukkale en Turquía
- Huanglong en China
- Hierve el Agua en México